# Väljaotsa (Türi)
Väljaotsa – wieś w Estonii, w prowincji Järva, w gminie Türi.